# Dario Robbiani
Dario Robbiani (Novazzano, 9 marzo 1939 – Lugano, 14 dicembre 2009) è stato un giornalista, scrittore e politico svizzero-italiano, scrisse articoli per il giornale "Libera Stampa" organo ufficiale del Partito socialista ticinese. Oltre ad essere stato direttore del Tagesschau-Téléjournal-Telegiornale della Società svizzera di radiotelevisione (SSR), dagli studi televisivi di Comano condusse con successo la trasmissione "Gioco-Giornale", direttore di Svizzera 4, direttore generale di Euronews, vicepresidente di UER-NEWS (eurovisione), deputato al Gran Consiglio ticinese e deputato al Consiglio Nazionale, tra il 1991-1992 diresse il settimanale gratuito transfrontaliero "Buonasera*, titolare di un'agenzia di media consulting ed opinionista del settimanale domenicale Il Caffè.

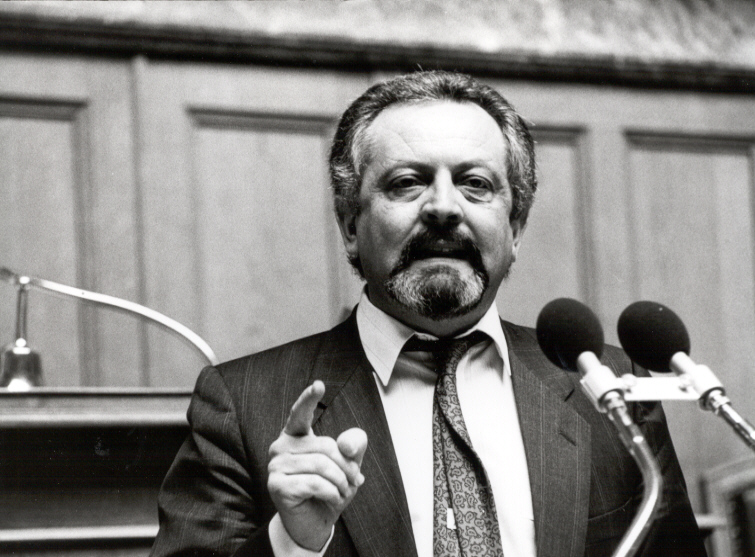
Dario Robbiani

Fu espulso dal Partito Socialista divenne Presidente del Partito Socialista Unitario.
Morì a Lugano a 70 anni il 14 dicembre 2009. Sposato con Sonya Martini, padre di Lara (esperta di migrazione) e Vito Robbiani (regista indipendente).

## Opere
- "1918: Il resto seguirà" Edizione: Ente cantonale operaio di cultura Lugano, 1964
- Karl Aeschbach e Dario Robbiani - «Ciao Ezio!», Edizioni Scoe - Aurora, 1979
- Non so se mi spiego! Comunicare, ma come? – manuali sulla comunicazione scritta e orale, ed. Immes
- Caffelatte, storie famigliari di quando non c'era la televisione, ed. Immes
- Rosso Antico, in politica si può sorridere, ed Immes
- Cinkali, l'emigrazione italiana a Zurigo, 2005 e 2019 (tedesco e italiano), ed. AdL
- Hotel Civico ospedalizzato, diario semiserio di un paziente impaziente, ed. Julia
- “A nüm ga la fá nissún”, Aforismi di DARIO ROBBIANI, LUCIANA CAGLIO, EROS COSTANTINI, ed. mediaTREE 2009